# Trevor Dudley Smith
Trevor Dudley Smith (ur. 17 lutego 1920 w Oxfordshire, zm. 21 lipca 1995 w Waszyngtonie) – brytyjski pisarz, który pisał pod kilkoma pseudonimami w tym między innymi pod pseudonimem Adam Hall, Warwick, Lesley Scott Trevor, Howard North (powieść Autostrada, wyd. PIW 1977) i Elleston Trevor.